# Vandenberg AFB Launch Facility 23
Vandenberg AFB Launch Facility 23 (LF-23) ist ein Raketensilo auf der Vandenberg Air Force Base in Kalifornien, USA.
Das Silo wurde zum ersten Mal am 26. August 1966 zum Teststart einer Minuteman 2-Rakete verwendet.
Seit 2003 finden von LF-23 im Rahmen des Raketenabwehrprogrammes der USA Tests mit dem sogenannten Orbital Boost Vehicle statt.

## Startliste
| Datum              | Zeit (UTC) | Raketentyp            | Nutzlast         | Anmerkungen |
| ------------------ | ---------- | --------------------- | ---------------- | ----------- |
| 26. August 1966    | 21:36      | Minuteman 2           | Minuteman 2 2056 | Testflug    |
| 16. August 2003    | 18:00      | Orbital Boost Vehicle | OBV 2 BV-6       |             |
| 1. September 2006  | 17:39      | Orbital Boost Vehicle | OBV 5 FT-2       |             |
| 28. September 2007 | 20:16      | Orbital Boost Vehicle | OBV 6 FTG-03a    |             |